# The Mission of Mr. Foo
The Mission of Mr. Foo è un cortometraggio muto del 1915 diretto da John H. Collins.

## Produzione
Il film fu prodotto dalla Edison Manufacturing Company.

## Distribuzione
Distribuito dalla General Film Company, il film - un cortometraggio in due bobine - uscì nelle sale cinematografiche USA l'8 marzo 1915. Il 7 giugno dello stesso anno, venne distribuito anche nel Regno Unito.
Copia della pellicola viene conservata negli archivi della Library of Congress.